# Courtney Love
Courtney Love, pseudonimo di Courtney Michelle Harrison (San Francisco, 9 luglio 1964), è una cantautrice e attrice statunitense nota come leader della rock band Hole e vedova di Kurt Cobain, frontman dei Nirvana.

## Biografia

### Infanzia, adolescenza e prime esperienze musicali
Courtney Michelle Harrison nasce e cresce a San Francisco. Sua madre è Linda Carroll, psicoterapeuta. Suo padre è Hank Harrison, editore e road manager dei Grateful Dead. Ha tre fratellastri, Joshua e Benjamin Barraud, Daniel Menely, e due sorellastre, Nicole e Jaimee Rodriguez.

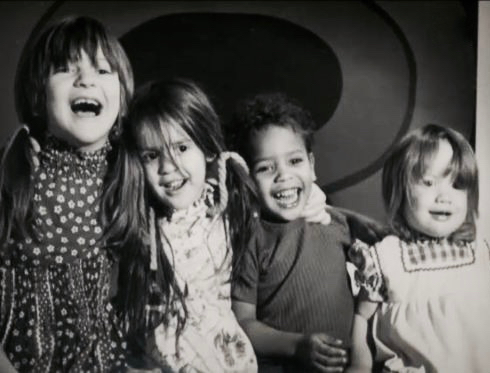
Courtney Love con Nicole, Joshua e Jaimee, anni settanta. Foto dall'archivio personale di Linda Carroll

Al divorzio dei genitori (1970) Carroll accusa Harrison di aver somministrato LSD alla piccola Courtney, la quale è in psicoterapia fin dalla prima infanzia. Sui suoi rapporti con il padre Courtney parlerà poi in termini alquanto negativi. Madre e figlia si trasferiscono nella comunità rurale di Marcola, in Oregon, un ambiente hippy dove viene cresciuta con un'educazione non convenzionale e frequenta la scuola Montessori di Eugene. A nove anni le viene diagnosticata la sindrome di Asperger.
(Linda Carrol)
La genealogia femminile di Courtney è composta da donne di forte personalità: la bisnonna Elsie Fox, cubano-americana, fu attivista comunista e figura mondana nella California dei ruggenti anni venti, la nonna Paula Fox è stata scrittrice di successo, fine critica della borghesia newyorkese. La madre stessa di Courtney, Linda Carroll, è una terapista affermata.
(Linda Carrol)
Courtney sogna la celebrità fin da bambina: a 12 anni sostiene un provino per il Mickey Mouse Club, ma viene scartata:
La complessa situazione familiare e i problemi psicologici rendono l'adolescenza di Courtney molto turbolenta. A 14 anni viene arrestata per furto e detenuta all'istituto Hillcrest Youth Correctional Facility di Salem. Qui scopre Patti Smith, The Runaways e Pretenders, prime influenze musicali e ispirazione per la formazione di una band. Dopo l'emancipazione (1980), procedura che la rende indipendente dai genitori prima della maggiore età, Courtney si allontana dalla madre. Si esibisce come spogliarellista in Giappone e, tornata a Portland, al Mary's Club. È in questo periodo che adotta il cognome Love. Lavora anche come dj nei gay club, frequenta le drag queens e s'iscrive all'University of Portland per studiare Inglese e filosofia.
Nel 1981 impiega la somma ereditata dai nonni materni per viaggiare nel Regno Unito. A Dublino segue le lezioni di teologia al Trinity College, che molti anni dopo le renderà omaggio con un Honorary Patronage della University Philosophical Society (2011). A Londra incontra l'amica Robin Barbur, con cui si sposta a Liverpool, ospite di Julian Cope con altri musicisti:
(Courtney Love)
Nel 1982, di ritorno negli USA, Courtney Love fa una breve esperienza come cantante dei Faith No More a San Francisco, e mentre lavora come spogliarellista a Taiwan e Hong Kong, sperimenta per la prima volta l'uso di eroina. Nel 1983 conosce Kat Bjelland al Satyricon di Portland, come lei assidua frequentatrice del club, noto luogo di incontro per amanti del punk e del rock. Con lei, la batterista Suzanne Ramsey e la bassista Jennifer Finch (poi nelle L7), forma le Sugar Baby Doll.
(Courtney Love)
(Kat Bjelland)
Dopo la dipartita di Finch, Love e Bjelland reclutano la bassista Janis Tanaka e la batterista/pianista Deirdre Schletter. Il quartetto cambia nome in Pagan Babes, registra una demo, suona un paio di show e poco dopo si scioglie per differenza di vedute artistiche tra Love e il resto della band:
(Courtney Love)

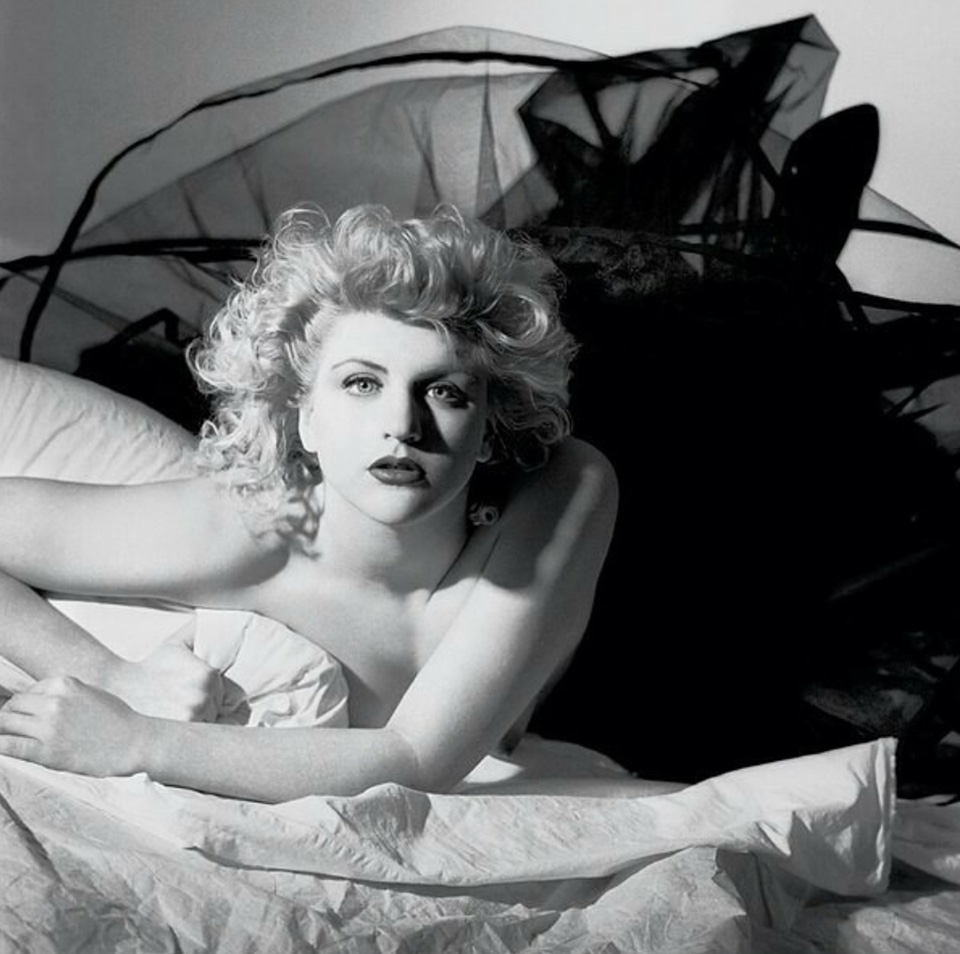
Courtney Love ritratta per la promozione del film Straight to Hell

Love segue Bjelland a Minneapolis, dove quest'ultima ha formato le Babes in Toyland. Qui le componenti della band ricordano Love che, dopo aver l'incasso di un concerto, all'aeroporto le saluta dicendo che 'va a Los Angeles a rifarsi la faccia e diventare famosa'. Il rapporto tra Courtney Love e Kat Bjelland sarà profondo e complesso, non privo di competizione e conflitto:
(Courtney Love)
(Kat Bjelland)
(Neal Karlen, biografo delle Babes in Toyland)
In California, Courtney Love si concentra sulla recitazione: s'iscrive al San Francisco Art Institute, frequenta corsi a Oakland con Whoopi Goldberg, partecipa al film Club Vatican del regista George Kuchar. A New York lavora con il regista Alex Cox, con un piccolo ruolo in Sid e Nancy (1986) e, da protagonista, in Straight to hell (1987). Partecipa poi Fifteen Minutes di Andy Warhol e al video di I Wanna be sedated (1988) dei Ramones.
Di ritorno nella West Coast, passa un periodo in Oregon e in Alaska per raccogliere i pensieri, mantenendosi come spogliarellista. A Los Angeles pubblica un annuncio su una rivista musicale locale (1988):

### Le Hole, l'incontro con Kurt Cobain e la nascita di Frances Bean
Poco dopo, con il chitarrista Eric Erlandson, la bassista Lisa Roberts e la batterista Caroline Rue forma le Hole, il cui nome è ispirato a un verso tratto dalla tragedia Medea di Euripide. Dopo un matrimonio-lampo con James Moreland dei Leaving Trains a Las Vegas (1989), Courtney ha una relazione con Erlandson.
Dopo la prima esibizione live al Raji's Club di Hollywood (1989) la band si fa conoscere nella scena indipendente della West Coast. Escono i primi due singoli: Retard Girl (Sympathy for the record industry, 1990), trasmesso sull'emittente KROQ, e Dicknail (Sub Pop Records, 1991). Nel novembre del 1990 la band apre un concerto dei Sonic Youth al Whisky a Go Go di Los Angeles. Qui Love conosce Kim Gordon, la bassista dei Sonic Youth, alla quale scrive una lettera per chiederle di produrre l'imminente primo album della sua band. Gordon acconsente e con Don Fleming produce Pretty on the Inside (Caroline Records, 1991). Trainato dal singolo Teenage Whore, ottiene un buon successo di critica e di pubblico, specialmente in UK, dove conquista un ottimo piazzamento in classifica.
(Kim Gordon)
(Don Fleming)
Il disco si distingue per una certa crudezza, sia nell'attitudine sia nelle tematiche: aborto, droghe, relazioni dolorose, ragazze perdute e perdenti:
(Courtney Love)

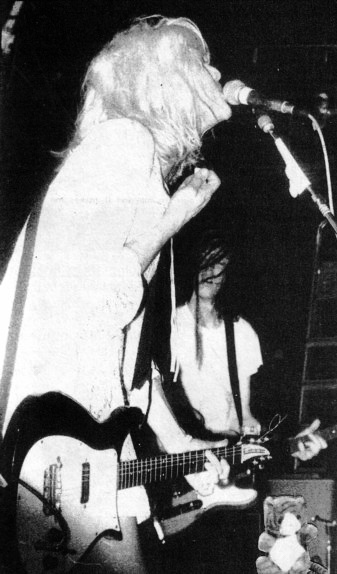
Courtney Love in prova con le Hole a Los Angeles nel 1989

I media tendono ad associare le Hole, in quanto all female band arrabbiata, all'emergente movimento punk femminista riot grrrl. Love se ne discosta apertamente, e negli anni non mancherà di fare sarcasmo sulle riot grrrls, specie le Bikini Kill Kathleen Hanna e Tobi Vail, ex di Cobain. La canzone Rockstar è, ad esempio, una satira sulla scena riot grrrl di Olympia. Tuttavia, pur con un approccio critico, Love condivide molte delle istanze femministe portate avanti dalle riot grrrls, prende apertamente posizione sui diritti delle donne e non manca di auspicare una loro maggiore presenza nel rock. Con le Hole suona al Rock for Choice (1991), concerto di beneficenza organizzato dalle L7 in sostegno alla libertà sessuale e riproduttiva delle donne. Qualche anno dopo, durante un concerto, contrariata dal pogo troppo violento, minaccia di lasciare il palco e viene insultata da alcuni ragazzi del pubblico. Chiede allora di pronunciare le parole nigger, poi kiki (slang dispregiativo per ebreo), e infine bitch. Mentre nei primi due casi la folla rimane silente, nel terzo parte di essa esplode in un coro compiaciuto. Love sibila "fucking idiots" e la band attacca il pezzo successivo. Non manca, inoltre, di parlare dei pregiudizi sulle donne nell'ambiente maschile e maschilista del rock.
La band intraprende un tour europeo con i Mudhoney e poi apre negli USA per gli Smashing Pumpkins, anche al leggendario CBGB di New York. Durante il tour ha una relazione con il cantante Billy Corgan.
Sul primo incontro con Kurt Cobain, leader dei Nirvana, circolano varie versioni. Certo è che la relazione diviene di dominio pubblico nel 1991.
Nel febbraio dell'anno successivo la coppia si sposa alle Hawaii, in agosto nasce a Los Angeles la figlia Frances Bean. Durante la gravidanza, Love è oggetto di speculazioni e indiscrezioni relative al suo presunto uso di droghe, le quali portano all'intervento dei Child Protective Services, con la bambina momentaneamente affidata ai parenti di lei. Anni dopo, Love chiarirà la dinamica dei fatti, rimproverando alla giornalista Lynn Hirschberg, autrice del servizio su Vanity Fair, di aver seriamente compromesso il suo matrimonio e ferito profondamente lei e Kurt:
Con la figlia Frances, Love avrà negli anni un rapporto difficile, fatti di allontanamenti e riavvicinamenti, problemi legali e recriminazioni, spesso condivise a mezzo social e oggetto di speculazioni da parte dei media.
Dopo la nascita della bambina la coppia si stabilisce prima a Carnation poi a Seattle. Nel settembre 1993 Love e Cobain si esibiscono nella loro unica performance pubblica insieme, in occasione del concerto di beneficenza Rock Against Rape a Hollywood, suonando in acustico Pennyroyal Tea dei Nirvana e Where Did You Sleep Last Night di Lead Belly. Love esegue inoltre i brani Doll Parts e Miss World, futuri singoli dell'imminente secondo album delle Hole, Live Through This (1994).

### Lutti, successi, liti e problemi legali
L'album che proietta la band nell'olimpo dell'alternative rock esce in un periodo segnato da due tragedie. Nel giro di poco tempo muoiono Kurt Cobain, suicidatosi con un colpo di fucile in aprile, e la bassista delle Hole, Kristen Pfaff, stroncata da un'overdose di eroina in giugno. Questi lutti provano duramente la Love, ma allo stesso tempo si rivelano un potente stimolo all'affermazione di sé:
Trainato dal singolo Violet, l'album ottiene un grande successo di critica e pubblico, annoverato tra i più significativi del rock anni novanta. Tra le influenze ci sono le band che Courtney ascolta in quel periodo, ovvero Breeders, Pixies, Echo & the Bunnymen e Joy Division. Inizialmente Courtney vorrebbe Brendan O'Brien o Butch Vig, noti rispettivamente per Vs. dei Pearl Jam e Nevermind dei Nirvana, ma alla fine il disco viene prodotto da Paul Q. Kolderie e Sean Slade, reduci dal successo dei britannici Radiohead.
(Courtney Love)
La band parte in tour con la canadese Melissa Auf der Maur al basso e Patty Schemel alla batteria, già arruolata in fase di registrazione del disco.
(Courtney Love)
Dopo il tour la band si esibisce per la serie MTV Unplugged, concerto in acustico che diverrà poi un album (1995). Poco dopo la morte di Kurt, Love aiuta Mark Lanegan, cantante degli Screaming Trees e amico di Cobain, nel percorso di disintossicazione. Lui la ringrazierà nella sua autobiografia Sing Backwards and Weep: A Memoir (2020).

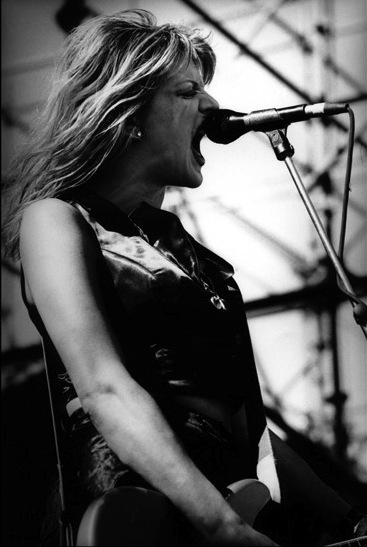
Courtney Love in concerto con le Hole al Big Day Out Festival a Melbourne nel 1995

Nello stesso periodo Love si rende protagonista di numerose intemperanze. Su un volo Qantas da Brisbane a Melbourne viene denunciata per intimidazione al personale in seguito all'alterco con una hostess. Colpisce Kathleen Hanna nel backstage del Lollapalooza e aggredisce verbalmente dei ragazzi durante un concerto ad Orlando. Qualche anno dopo verrà denunciata per aggressione dalla giornalista Belissa Cohen. Tra gli episodi degni di nota, anche l'incontro-scontro con Madonna durante una intervista a Kurt Loder agli MTV Music Awards In seguito Love dirà di aver appianato i contrasti e di essere in buoni rapporti con la popstar. Oltre alle già citate esternazioni sulle riot grrrls, Love avrà momenti conflittuali con, tra gli altri, Dave Grohl, Trent Reznor, Gwen Stefani, Tabitha Soren. Negli anni Novanta sono numerose le canzoni ispirate in modo esplicito e velato a Love, tra queste: Bruise Violet delle Babes in Toyland, Let It Die dei Foo Fighters, Professional Widow di Tori Amos, Coattails of a Dead Man dei Primus, You Get What You Give dei New Radicals.
L'anno successivo, per la colonna sonora del film Il corvo 2, la band registra una cover di Gold Dust Woman dei Fleetwood Mac. La seconda metà degli anni Novanta rappresenta per Courtney la consacrazione pop, sia come rockstar che come attrice di Hollywood. Partecipa infatti a numerosi film di successo: Basquiat di Julian Schnabel, Larry Flint- Oltre lo scandalo di Miloš Forman, che le vale una nomination al Golden Globe con il ruolo di Althea Leasure e le fa conoscere Edward Norton, suo compagno negli anni successivi. Con lo stesso regista gira poi Man on the Moon, poi Beat, biopic su William Burroughs diretto da Gary Walkow, poi 24 ore di Luis Mandoki.
Celebrity Skin (1998), terzo album in studio delle Hole, è il maggiore successo commerciale del gruppo. Trainato dalla title track e dal secondo singolo, Malibu, il disco è musicalmente influenzato da Neil Young, My Bloody Valentine e Fleetwood Mac.
(Courtney Love)
La band parte per il tour Beautiful Monsters insieme ai Marilyn Manson. Nonostante all'epoca i rapporti tra Manson e Love fossero burrascosi, anni dopo lei lo ringrazierà per averla sostenuta nel percorso di disintossicazione da farmaci. Dopo aver registrato il brano Be a Man per la colonna sonora di Ogni maledetta domenica (2000) la band annuncia lo scioglimento (2002). Love dichiara:

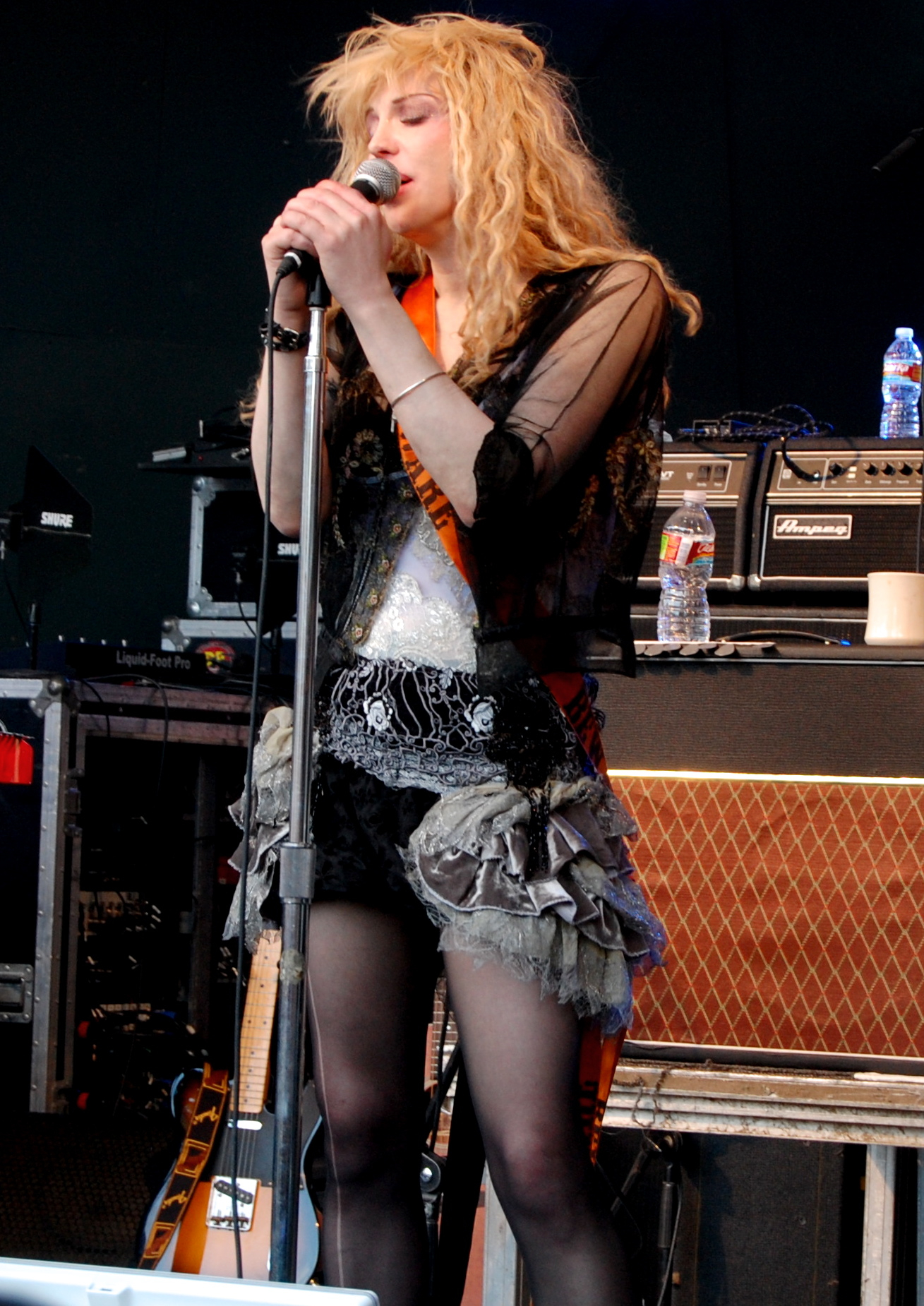
Courtney Love in concerto al party della rivista SPIN ad Austin nel 2010

In questo stesso periodo fa causa a Dave Grohl e Krist Novoselic per il controllo del catalogo dei Nirvana. La battaglia legale verrà chiusa definitivamente solo nel 2014. Come detto, i rapporti con Grohl, saranno sempre molto burrascosi.
Il 2003 è un altro annus horribilis per Courtney, provata dalle dipendenze, da problemi legali e dalla perdita della custodia della figlia Frances, cosa che accadrà nuovamente nel 2009. Negli anni successivi sarà coinvolta in una serie di cause che la porteranno quasi alla bancarotta.
Dopo il tentativo fallito di formare una nuova band, Love si cimenta nella carriera solista con America's Sweetheart (2004), album che, pur con la partecipazione di Linda Perry, non ottiene il successo sperato. Dello stesso periodo l'apparizione al David Letterman Show in cui sale sul bancone del conduttore e si toglie la maglietta.
Nel 2005, durante una serata organizzata da Comedy Central a Los Angeles, è intervistata dal sito TMZ. Alla giornalista che le chiede un consiglio per le giovani aspiranti attrici, Courtney risponde:
Weinstein è all'epoca boss della Miramax, uno dei più potenti produttori di Hollywood, e l'esternazione costa a Courtney la messa al bando da parte della prestigiosa agenzia CAA. L'intervista, che al momento passa inosservata, viene recuperata nel 2017, quando esplode il caso Weinstein, accusato di molestie, abusi, violenze e ricatti sessuali da numerose attrici.
Nel 2006 escono Her Mother’s Daughter: A Memoir of the Mother I Never Knew and of My Daughter, Courtney Love, di Linda Carrol e Dirty Blonde.The Diaries of Courtney Love. In questo periodo Love parla della sua esperienza con la pratica del buddismo:
Nobody's Daughter (2010), che esce come album delle Hole nonostante sia presente solo Courtney come membro originale, riceve una accoglienza discreta. Come solista, Love pubblica poi i singoli You Know My Name/Wedding Day (2014) e Miss Narcissist (2015).
Nel 2015 esce Soaked in bleach - Chi ha ucciso Kurt Cobain, docudrama diretto da Benjamin Statler che, per bocca dell'investigatore privato Tom Grant, ipotizza responsabilità a carico di Courtney Love per la morte di Cobain. Lei minaccia azioni legali, ma il film passa sostanzialmente inosservato e la questione si chiude senza straschichi giudiziari né mediatici ulteriori.
Canta alcuni successi delle Hole in occasione del That’s Live 2018 con i Rockin'1000 (Firenze, 2018), poi pubblica il singolo Mother (2019) incluso nella colonna sonora del film The Turning diretto da Floria Sigismondi.
Nel 2019 Love, in cerca di nuovi stimoli, si sposta da Los Angeles a Londra:
Non vorrei mai lasciare Londra perché qui la pazzia della mia vita non mi segue. E ho davvero bisogno di staccare dalla pazzia. 
Mi mancano due canzoni per finire l'album. Grazie Inghilterra per avermi accolta, per avermi restituito la fiducia nella vita, per avermi dato parole, rifugio, sollievo, musica, bellezza, arte, amore, onore e umanità.»
(Courtney Love)
Nel marzo 2020 la prevista esibizione al Planned Parenthood of Greater New York, è annullata a causa della pandemia di Covid-19 . In autunno rende pubblico il ritorno in sala prove con le Hole.
Nell'agosto 2022 dichiarò di avere completato la stesura della sua autobiografia, intitolata The Girl with the Most Cake, dopo un periodo di quasi dieci anni di scrittura.
Love compare come cantante ospite nella traccia Song to the Siren della rapper 070 Shake, inclusa nel suo album Petrichor, uscito il 15 novembre 2024.

## Discografia

### Con le Hole
- 1991 - Pretty on the Inside (Caroline Records)
- 1994 - Live Through This (DGC Records)
- 1998 - Celebrity Skin (Geffen Records)
- 2010 - Nobody's Daughter (Mercury/Island Def Jam)

### EP
- 1995 - Ask for It (Caroline/Virgin)
- 1997 - The First Session (Sympathy)
- 1997 - My Body, the Hand Grenade (City Slang)
- 1999 - Awful: Australian Tour EP (Geffen Records)

### Solista
Album
- 2004 - America's Sweetheart (Virgin Records)

EP
- 2004 – Mono
- 2014 – You Know My Name/Wedding Day

Singoli
- 2015 – Honour (con Ginger Wildheart(
- 2015 – Miss Narcissist
- 2019 – Mother (con The Turning)

## Filmografia

### Cinema
- Sid & Nancy, regia di Alex Cox (1986)
- Diritti all'inferno, regia di Alex Cox (1987)
- Due mariti per un matrimonio, regia di Steven Baigelman (1996)
- Basquiat, regia di Julian Schnabel (1996)
- Larry Flynt - Oltre lo scandalo, regia di Miloš Forman (1996)
- 200 Cigarettes, regia di Risa Bramon Garcia (1999)
- Man on the Moon, regia di Miloš Forman (1999)
- Beat, regia di Joan Vollmer Burroughs (2000)
- Julie Johnson, regia di Bob Gosse (2001)
- 24 ore, regia di Luis Mandoki (2002)
- Straight to Hell Returns, regia di Alex Cox (2010)
- Jeremiah Terminator LeRoy, regia di Justin Kelly (2018)

### Televisione
- Sons of Anarchy - serie TV, 4 episodi (2014)
- Empire - serie TV, 2 episodi (2015)
- Revenge - serie TV, 3 episodi (2015)
- Menendez: Blood Brothers - Film TV (2017)
- A Midsummer's Nightmare - Film TV (2017)
- RuPaul's Drag Race – reality show, episodio 10x03 (2018)

## Videografia
| Anno | Titolo                      | Regista                      |
| ---- | --------------------------- | ---------------------------- |
| 1991 | Garbadge Man                | Kevin Kerslake               |
| 1994 | Miss World                  | Sophie Muller                |
| 1994 | Doll Parts                  | Samuel Bayer                 |
| 1995 | Violet                      | Mark Seliger e Fred Woodward |
| 1995 | Softer, Softest (Unplugged) | Milton Lage                  |
| 1996 | Gold Dust Woman             | Matt Mahurin                 |
| 1998 | Celebrity Skin              | Nancy Bardawil               |
| 1998 | Malibu                      | Paul Hunter                  |
| 1999 | Awful                       | Jeff Richter                 |
| 2000 | Be a Man                    | Joseph Kahn e Joe Rey        |
| 2004 | Mono                        | Chris Milk                   |
| 2011 | Samantha                    | Alphan Eseli                 |
| 2014 | You Know My Name            | Maximilla Lukacs             |

- Esistono due versioni del video di Doll Parts, la seconda è conosciuta come "Producer's Version".[123]

## Doppiatrici italiane
Nelle versioni in italiano dei suoi film, Courtney Love è stata doppiata da:
- Isabella Pasanisi in Basquiat, Larry Flynt - Oltre lo scandalo, 24 ore
- Emanuela Rossi ne 200 Cigarettes, Man on the Moon
- Antonella Rinaldi in Sid & Nancy